# Phycitiplex doddi
Phycitiplex doddi là một loài tò vò trong họ Ichneumonidae.